# United Parks & Resorts
United Parks & Resorts (voorheen SeaWorld Parks & Entertainment) is een Amerikaans attractiepark- en entertainmentbedrijf met hoofdkantoor in Orlando, Florida. Het bezit en exploiteert dertien recreatiebestemmingen in de Verenigde Staten, waaronder acht themaparken en vijf waterparken. Bekende merken binnen het portfolio zijn onder meer SeaWorld en Busch Gardens.
In mei 2017 meldden Themed Entertainment Association (TEA) en de wereldwijde managementfirma AECOM dat het bedrijf op de negende plaats in de wereld stond wat betreft bezoekersaantallen onder themaparkbedrijven, aangevoerd door de parken SeaWorld Orlando en Busch Gardens Tampa Bay.
Op 30 januari 2024 maakte het bedrijf bekend dat het op 12 februari 2024 zijn naam zou veranderen in United Parks and Resorts Inc. Het bedrijf veranderde zijn beurscode op 13 februari 2024 in PRKS.

## Parken

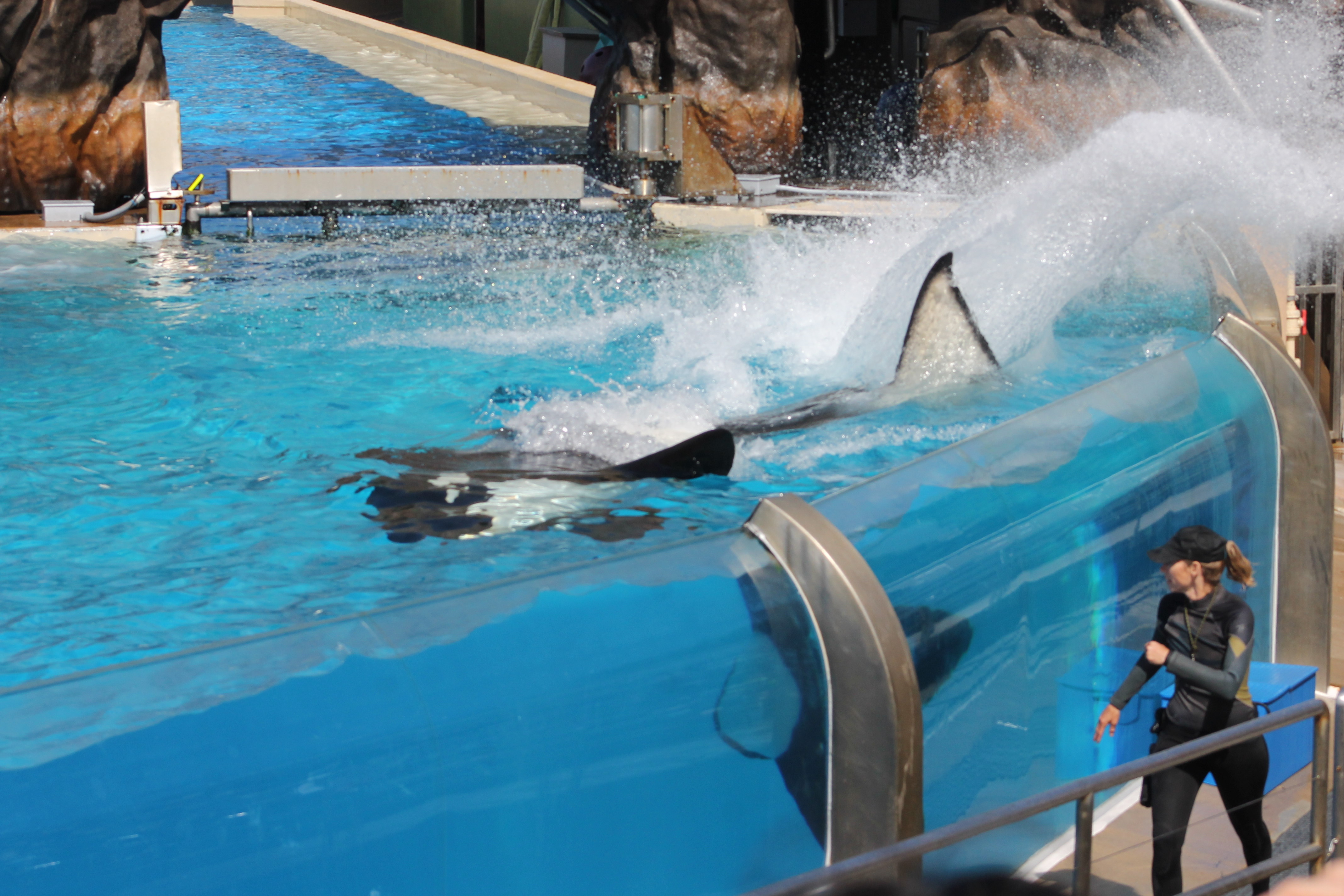
Een Orka tijdens een show in SeaWorld San Diego.

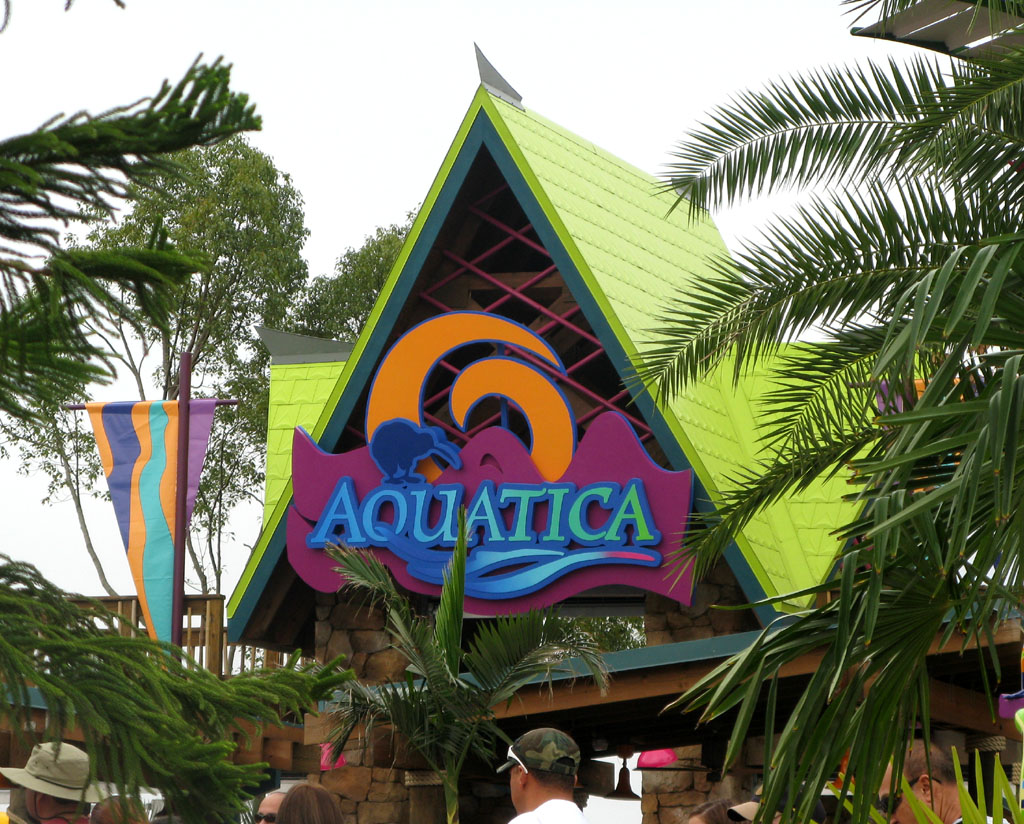
De hoofdingang van Aquatica in Orlando.

### Huidige parken
| Locatie                                 | Themapark                  | Waterpark            |
| --------------------------------------- | -------------------------- | -------------------- |
| Tampa, Florida                          | Bush Gardens Tampa         | Adventure Island     |
| Orlando, Florida                        | SeaWorld Orlando           | Aquatica Orlando     |
| Orlando, Florida                        | SeaWorld Orlando           | Discovery Cove       |
| Williamsburg, Virginia                  | Busch Gardens Williamsburg | Water Country USA    |
| San Antonio, Texas                      | SeaWorld San Antonio       | Aquatica San Antonio |
| San Diego, Californië                   | SeaWorld San Diego         |                      |
| San Diego, Californië                   | Sesame Place San Diego     |                      |
| Langhorne, Pennsylvania                 | Sesame Place               |                      |
| Abu Dhabi, Verenigde Arabische Emiraten | SeaWorld Abu Dhabi         |                      |

### Voormalige parken
| Locatie                 | Park                   | Periode |
| ----------------------- | ---------------------- | --- |
| Pasadena, Californië    | Busch Gardens          | 1905-1937 |
| Los Angeles, Californië | Busch Gardens          | 1964-1979 |
| Houston, Texas          | Busch Gardens          | 1971-1972 |
| Aurora, Ohio            | SeaWorld Ohio          | 1970-2000 |
| Winter Haven, Florida   | Cypress Gardens        | Werd in 1989 samen met de SeaWorld-parken gekocht en vervolgens verkocht aan het managementteam van het park. Het park werd in 2009 gesloten en in 2010 overgenomen door Merlin Entertainments en is nu Legoland Florida, dat in oktober 2011 werd geopend.                                               |
| Haines City, Florida    | Boardwalk and Baseball | Werd in 1989 samen met de SeaWorld-parken gekocht, maar werd onmiddellijk gesloten. |
| Salou, Spanje           | Port Aventura          | Werd in 1995 gebouwd in een joint venture tussen The Tussauds Group (40,01 %), La Caixa (33,19 %), Anheuser-Busch (19,9 %) en FECSA (6,7 %). In 1998 werd het merendeel van de aandelen van Tussauds Group in het park verkocht aan Universal Parks & Resorts. Universal kocht zijn partners in 2004 uit. |
| Irving, Texas           | Sesame Place           | 1982-1984 |